# Søsterrock
Søsterrock var et dansk feministisk rockband der eksisterede 1976-1979. Søsterrock var tilknyttet kvindebevægelsen (Rødstrømperne og Lesbisk Bevægelse) og fungerede som den københavnske kvindebevægelses musikalske talerør og danseorkester. Mange af sangene blev kvindebevægelsens evergreens som Søsterlil, Nu har jeg plukket mine øjenbryn, Jeg vil kalde dig søster og Lilith, alle sange skrevet af bandets sanger og guitatist Eva Langkow.
Søsterrock udsprang af en gruppe bestående af Eva Langkow (sang og guitar), Lotte Bering (dengang congas) og Marianne Hall Christensen (bas) og blev i 1976 udvidet med Bente Dichmann (fløjte og saxofon) og Pia Rasmussen (keyboards). Gruppen debuterede som Søsterrock på Kvindefestivalen i København i 1976. I løbet af vinteren udvidedes bandet med Pia Nyrup (sang og guitar) og Iben Dupont (trommer).
Søsterrock spillede til kvindefester, støttefester på venstrefløjen samt på diverse spillesteder. I december 1977 var Søsterrock månedens band i musikcafe'n i Huset i København. Gruppen spillede også i udlandet bl.a. i Sverige og i England. I 1978 spillede gruppen på Roskilde Festival.

## Discografi
Søsterrock udgav aldrig nogle plader, men flere af gruppens medlemmer: Eva Langkow, Pia Nyrup, Bente Dichmann, Iben Dupont og Pia Rasmussen medvirkede på pladen Kvindeballade. 
Derudover medvirkede gruppen på to live-plader fra kvindemusikfestivaler.
- 1978 - Bara brudar (samlings-LP från Kvinnofestivalen i Stockholm (Silence SRS 4651)

- 1978 – Min søsters stemme. International kvindemusikfestival 78 (Demos 46)